# Alexandre Alexandrovitch Bibikov
Alexandre Alexandrovitch Bibikov (en russe : Александр Александрович Бибиков, né le 7 janvier 1765, décédé le 20 juillet 1822 à Dresde.
Ambassadeur et général russe, il fut l'un des héros de la Guerre patriotique de 1812. Il remplit également les fonctions de chambellan, conseiller privé de l'Empire, sénateur. Alexandre Alexandrovitch Bibikov fut très apprécié par Paul Ier de Russie.

## Famille
Second fils du général Alexandre Ilitch Bibikov (1729-1774) et de la princesse Anastasia Semionova Kozlovskaya (1729-1800). Le père du futur général de la milice de Saint-Pétersbourg fut l'un des acteurs de la répression menée contre Iemelian Ivanovitch Pougatchiov. Sa tante paternelle Iekaterina Ilinichna Bibikova (1754-1824), avait, en 1776, épousé Mikhaïl Koutouzov, Alexandre Alexandrovitch Bibikov était donc le neveu du feld-maréchal russe.

## Mariage et descendance
Il épousa Anna Vassilievna Khanykova (1772-1826).
De cette union naquirent :
- Alexandra Alexandovna Bibikova ;
- Vassili Alexandrovitch Bibikov : Major-général[3].

## Biographie
Issu d'une famille de la noblesse russe d'origine tatare. En 1768, comme le voulait la tradition en Russie impériale, à l'âge de trois ans, le jeune Bibikov fut inscrit au Régiment Ismaïlovsky comme sous-officier. Quelques mois plus tard, il fut promu au grade de sergent. En 1774, le général Alexandre Ilitch Bibikov fut tué au cours de la répression menée contre Iemelian Pougatchiov, en souvenir des services rendus à la Russie impériale par son défunt père, le jeune sergent Bibikov fut élevé au grade d'enseigne et transféré dans un régiment de la Garde impériale.
Le 22 septembre 1786, au grade le plus élevé, Catherine II de Russie lui accorda la fonction de gentilhomme de la Chambre. Le jeune Bibikov poursuivit ses études puis commença sa carrière militaire dans l'armée impériale de Russie. Le 1er janvier 1787, promu capitaine, il accompagna l'impératrice lors de son déplacement en Tauride.
Dans les rangs de son régiment, il prit part au conflit opposant la Russie à la Suède (1788-1790), blessé à la jambe gauche, l'impératrice lui remit l'Épée d'or avec l'inscription "Pour bravoure", en outre, le 9 juin 1789, il fut décoré de l'Ordre de Saint-Georges (4e classe).
Après son accession au trône, Paul Ier de Russie lui accorda l'office de Grand chambellan. En outre, le tsar le chargea d'une mission diplomatique auprès du duc de Wurtemberg. Le 1er octobre 1798, Bibikov fut admis à siéger au Conseil des Affaires étrangères. Entre 1798 et 1799, il remplit différentes missions diplomatiques au Portugal puis en Saxe. À son retour en Russie, le 12 janvier 1800, il fut nommé sénateur et reçut les ordres de Saint-Vladimir (2e classe) et Sainte-Anne (1re classe). Le 1er février 1800, de façon inattendue, il tomba en disgrâce, ayant perdu les faveurs de Paul Ier de Russie, il fut rayé des effectifs de l'armée et demeura plusieurs années loin de la Cour impériale.
Le 16 décembre 1812, la noblesse de la ville d'Oranienbaum l'élit chef de la police de l'oblast de Saint-Pétersbourg.
Rentré en grâce, le 10 février 1808, Alexandre Bibikov est nommé ambassadeur de Russie à la Cour du royaume de Naples, il occupera cette fonction jusqu'au 22 février 1810, date où il réintègrera son siège au Sénat.

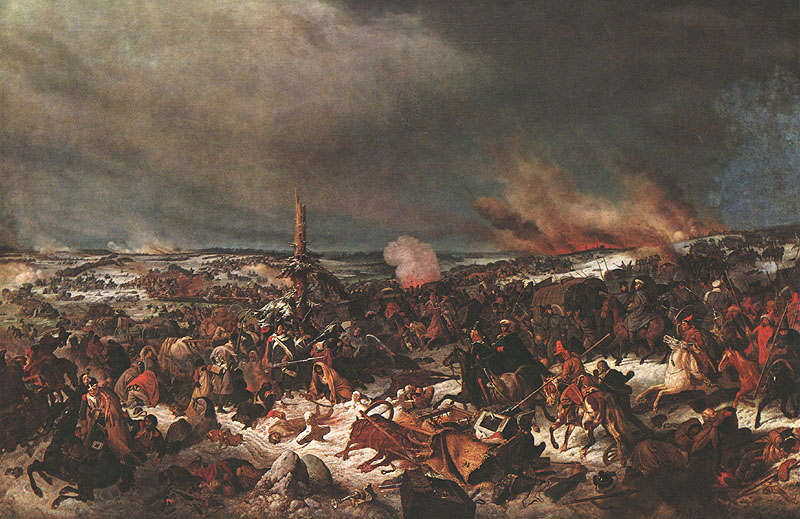
Franchissement de la rivière Bérézina par la Grande Armée, une œuvre du peintre allemand Peter von Hess

En 1812, il intègre les rangs de la milice de Saint-Pétersbourg placée sous le commandement de son oncle Mikhaïl Koutouzov, dont il devint le bras droit. Quelques mois plus tard, il fut nommé commandant de l'une des deux milices. Les hommes plaçait sous le commandement de Bibikov s'élevait à 5 575 hommes, plus tard, deux escadrons de Hussards de Grodno et de Lanciers polonais complèteront cette milice. À sa tête, Bibikov prit part à la prise de Polotsk (18 octobre au 20 octobre 1812). En raison de son comportement héroïque au cours des combats contre les troupes franco-bavaroise commandées par le maréchal Laurent de Gouvion-Saint-Cyr, le 3 janvier 1813, il fut décoré de l'Ordre de Saint-Georges (3e classe). En 1812, le commandement de la 5e Division lui fut confié, à la tête de ses troupes il s'illustra au cours des batailles de Czaśniki (31 octobre 1812), Smoliani (13 novembre au 14 novembre 1812) où il fut grièvement blessé à la jambe, au cours des batailles de Borisov, et de la Bérézina (26 novembre au 29 novembre 1812), incapable de marcher ou de monter à cheval, il se déplaça en traîneau.
À peine guéri de ses blessures, Bibikov reprit le combat, à la tête de ses hommes ayant survécu aux dernières batailles, il prit la route de la Prusse (sur 12 000 miliciens, seuls 900 survécurent aux différentes batailles de la Campagne de Russie). À Koenigsberg, avec le reste de ses troupes, il réorganisa sa milice. En hommage à leur chef, les miliciens lui offrirent une Épée d'or avec l'inscription suivante : La foi, le roi : Le sénateur Bibikov - milice de Saint-Pétersbourg.
Avec ses miliciens, le 6 février 1813, Bibikov participa au long siège de la ville de Dantzig tenue par le général Jean Rapp. Mais, brusquement la santé d'Alexandre Alexandrovitch Bibikov se détériora. De retour à Koenigsberg, il s'occupa malgré tout de ses hommes. Après une amélioration de son état de santé, le 16 juin 1813, il fut de nouveau engagé dans le siège de Dantzig. Sous les murs de la ville assiégée, il reçut le commandement de la milice de Saint-Pétersbourg et de Novgorod. De nouveau, son état de santé se dégrada, le 10 juillet 1813, au grade de commandant, il fut dans l'obligation de quitter l'armée. En reconnaissance de ses services rendus à l'Empire russe au cours de la Guerre patriotique de 1812, Alexandre Ier de Russie lui accorda l'autorisation de porter l'uniforme de général de la milice.
De retour en Russie, Bibikov reprit son siège au Sénat, en outre, il occupa la fonction d'inspecteur de la milice de Saint-Pétersbourg. Son état de santé ne lui permettant plus d'exercer ces fonctions, il prit sa retraite, le 15 octobre 1813.
Au cours des dernières années de sa vie, il rédigea ses Mémoires et la biographie de son père intitulée Notes sur la vie et le service d'Alexandre Ilitch Bibikov (Saint-Pétersbourg - 1817). De nos jours, cette œuvre reste une source de documentation concernant la vie de l'un des répresseurs de la révolte de Pougatchiov.

## Décès
Pour des raisons de santé, Alexandre Alexandrovitch Bibikov se rendit à Carlsbad. Le 20 juillet 1822, il décéda à Dresde. Sa dépouille fut rapatriée en Russie et inhumée au cimetière du monastère Alexandre-Nevski à Saint-Pétersbourg.funeral-spb.narod.ru

## Carrière militaire
- 1768-1774 : Régiment Izmaïlovski ;
- 1774-1800 : Régiment de la Garde impériale ;
- 1812-1812 : Milice de Saint-Pétersbourg ;
- 1812-1813 : 5e Division d'infanterie de la milice de Saint-Pétersbourg ;
- 1813-1813 : Milice de Saint-Pétersbourg et de Novgorod.

## Distinctions militaires
- 1789 : Épée d'or avec l'inscription "Pour bravoure" ;
- 9 juin 1789 : Ordre de Saint-Georges (4e classe) ;
- 12 janvier 1800 : Ordre de Saint-Vladimir (2e classe) ;
- 12 janvier 1800 : Ordre de Sainte-Anne (1re classe) ;
- 3 janvier 1813 : Ordre de Saint-Georges (3e classe) ;

## Sources
- Dictionnaire des généraux russes ayant combattu contre l'armée de Napoléon Bonaparte (1812-1815.http://www.museum.ru

- (ru) Cet article est partiellement ou en totalité issu de l’article de Wikipédia en russe intitulé « Бибиков, Александр Александрович » (voir la liste des auteurs).